# Песочнодубровка
Песо́чнодубро́вка — село в Кожевниковском районе Томской области. Является административным центром Песочнодубровского сельского поселения.

## География
Село расположено чуть западнее центральной части Кожевниковского района, в 11 км от границы с Новосибирской областью, на берегу реки Бакса. Расстояние до административного центра района — 46 км.

## История
Основано в 1841 г. В 1926 году состояло из 202 хозяйств, основное население — русские. В составе Мулловского сельсовета Богородского района Томского округа Сибирского края.

## Население
| 1926 | 2002 | 2010 | 2012 | 2013 | 2014 | 2015 |
| ---- | ---- | ---- | ---- | ---- | ---- | ---- |
| 727  | ↘635 | ↗716 | ↘703 | ↗708 | →708 | ↘700 |
| 2021 |      |      |      |      |      |      |
| ↗724 |      |      |      |      |      |      |

## Социальная сфера и экономика
В селе есть средняя общеобразовательная школа, Дом культуры и библиотека. Работает фельдшерско-акушерский и ветеринарный пункты.
Основу экономики села составляет сельское хозяйство. Крупнейший производитель в данной сфере в Песочнодубровке — ЗАО «Дубровское». Также наличествует лесоперерабатывающая отрасль.

## Местная власть
Песочнодубровским сельским поселением руководят глава поселения (Власенко Георгий Иванович) и Совет.

## Известные уроженцы
- Пётр Филиппович Гаврилов — участник Великой Отечественной войны, Герой Советского Союза.